# 好餓的毛毛蟲
《好餓的毛毛蟲》（英語：The Very Hungry Caterpillar）是由艾瑞·卡爾所著並繪製圖片的繪本，最早是由世界出版公司在1969年出版，後來則由Penguin Putnam出版。書中描述一隻很餓的毛蟲，在變成蛹之前吃了各式各樣的食物，後來變成蝴蝶的故事。此書獲得許多兒童文學的獎項，以及一個大型的平面設計獎，全世界售出數量超過五千萬本。此書曾被形容為相當於在出版後每一分鐘就售出一本，也被《衛報》稱為是「有史以來最好的兒童文學經典之一」。在2012年針對《學校圖書館雜誌》讀者所提出兒童繪本的問卷中，此書排名第二名。
《好餓的毛毛蟲》是艾瑞·卡爾的第三本書，用了在當時非常獨特的拼貼畫來製作其中的繪圖，另外在每一頁也有像是被蟲吃掉所留下的洞，再加上簡單教學主題的文字，例如計數，一星期中每一天的名稱，食物，以及蝴蝶的一生。此書教導兒童計數，在數字和毛毛蟲所吃的食物之間建立一對一的關聯。有許多相關的書以及其他產品（包括教學工具），都建立和此書的聯結。《好餓的毛毛蟲》中毛毛蟲的食物是虛構的，在科學上並不精確，但介紹了鱗翅目一生各個階段的概念，其中也包括了生物的变态，從「好餓的毛毛蟲」變成了「美麗的蝴蝶」，得到皇家昆蟲學會的贊同。

## 概要
一開始是在週六的晚上，在月光之下，有一個蟲卵在葉子上。蟲卵在週日清晨孵化了，裡面是毛蟲，書裡的敘述是「很小，很餓的毛蟲」。這個昆蟲和它的名字一樣，非常喜歡吃東西。很快就開始尋找可以吃的東西。接下來的五天（週一到週五），它吃的水果數量一天比一天多。週一吃了一個苹果，週二吃了二顆梨，週三吃了三顆李子，週四吃了四顆草莓，週五吃了五顆橙。每一天的敘述都有同一行：「但它還是很餓。」。週六它吃了一片巧克力蛋糕、一個冰淇淋甜筒、一條醃黃瓜、一片瑞士起司、一片莎樂美腸；一根棒棒糖、一片櫻桃派、一個肉腸、一個纸杯蛋糕和一片西瓜，晚上因為吃太多開始胃痛。
接下來的一天（又是週日），好餓的毛毛蟲又開始試著要找東西吃，吃了一片綠葉，感覺身體好多了。再下一天（週一），毛毛蟲不餓了，但也不是小毛毛蟲了，毛毛蟲開始長大，變成又大又胖的毛毛蟲。這隻大毛毛蟲在身體周圍結了繭。在裡面待了至少二個星期。二個星期後，毛毛蟲將繭咬一個洞，從繭裡出來。出來之後變成了蝴蝶，有巨大、美麗而多彩的翅膀。現在這隻蝴蝶，又要開始另個生命的循環。故事中提到毛毛蟲的生命周期：一開始吃葉子，長成又大又胖的毛毛蟲，之後化蛹結繭，最後变态成為蝴蝶。

## 繪本的產生
卡爾曾提到他一開始是因為打孔機而有的靈感：「有一天我在用打洞機在一疊紙上打洞，我想到書蟲，因此創作了《小蟲威力的一週》（A Week with Willi the Worm）的故事。」。卡爾很熟悉「書上每一頁的形狀不同」的事，他在童年在德國讀的書就是這樣的。
《小蟲威力的一週》的主角是名叫威力（Willi）的書蟲。卡爾的編輯Ann Beneduce有建議說一隻綠色的蟲不太會是討喜的主人公「因此編輯建議用一隻毛毛蟲代替，我回應：『蝴蝶』，事情就這麼開始了。」
每一頁的形狀不同，而且帶有表示毛毛蟲吃過食物痕跡的洞，這對書的製作是個挑戰。因為美國的列表機太貴，Beneduce在日本找了列印店來完成這本書。

## 獎項和榮譽
此書有獲得許多的獎項，包括1970年的美國平面設計協會獎，1972年的法國繪本獎、1975年日本的Nakamori Reader's Prize。
纽约时报將此書評為1969年年度十大繪本之一。英国广播公司在2003年有提出大閱讀投票，要選出英國人最喜愛的書，此書排名199名，也是排行榜上僅有的幾本繪本之一。美國的全國教育協會依2007年的線上投票，將此書列為「老師推薦給兒童的圖書前一百名」之一。
五年後，《學校圖書館學報》提出一個給讀者的問卷，問卷中將《好餓的毛毛蟲》選為兒童繪本的第二名，僅次於莫里斯·桑達克的《野獸國》。
《好餓的毛毛蟲》是纽约公共图书馆借閱排行榜的第十名。

## 教育和文化的影響
此書已有超過40種語言的譯本，包括荷蘭文、法文、西班牙文、德文、日文、義大利文、葡萄牙文、瑞典文、俄文、希伯來文和中文。國小老師、圖書管理員及家長也會使用這本書以及一些和書有關的活動作為教學的輔助。
美國前第一夫人芭芭拉·布什曾在她的推動識字計劃中使用這本書。必胜客在1999年請五十個州的州長列出他們小時候最喜歡的書，當時是德州州長的乔治·沃克·布什提的就是《好餓的毛毛蟲》，不過此書出版時他已經大學了。
Google在2009年時慶祝此書出版40週年，將其搜尋頁面上的Google商標改為此書中使用的風格。
美國兒科學會在2011年時，將此書的特別版本以及相關的學習材料寄給醫護人員，目的是要推動美國的健康飲食計劃。

## 輔助產品
此書有許多不同的版本，有些版本也有一些新增的特點，例如配合書籍內容的遊戲。例如pop-up 版本 ，在University Games上也有結合書本和卡牌的遊戲也有許多以《好餓的毛毛蟲》為主題的玩具和教育資源。
CYBIRD公司在2010年9月20日，在WiiWare上發佈教育遊戲《The Very Hungry Caterpillar's ABCs》，也是以此書為基礎。